# Bomberjacke

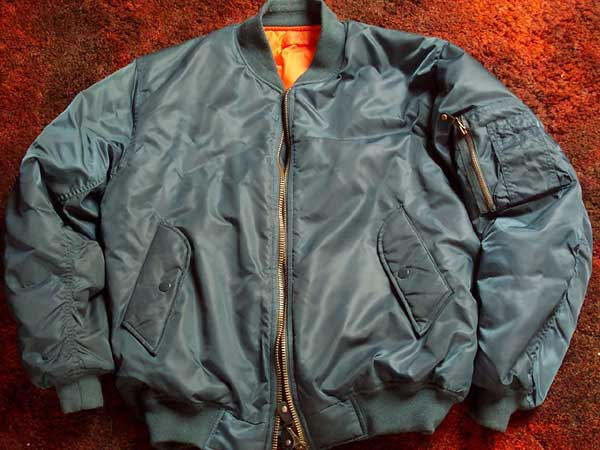
Bomberjacke MA-1

Bomberjacke bezeichnet eine US-amerikanische Fliegerjacke des Modells MA-1 aus Nylon, die für die Besatzungen von Kampfflugzeugen entwickelt wurde. Die MA-1 (US-Militärstandard MIL-J-8279) gehörte von 1950 bis in die frühen 1980er-Jahre zur Ausrüstung des US-Militärs.
Bomberjacken waren und sind in verschiedenen Subkulturen (Gabber, Punk, Skinheads, insbesondere Oi!-Skins und Ultra-Bewegung) beliebt, sind jedoch darüber hinaus inzwischen auch etablierter Bestandteil der Mainstream-Mode.
In der zivilen Mode werden auch Blousons als Bomberjacke bezeichnet, wenn sie dem Modell MA-1 nachempfunden sind, ihm ähneln oder auch nur einzelne Elemente von diesem übernehmen.

## Geschichte
Die erste MA-1 wurde 1950 an die US Air Force ausgegeben. Diese unterscheiden sich etwas von der B-15: Die MA-1 hat einen Strickkragen statt eines Fellkragens, damit der Kragen nicht in Konflikt mit den Fallschirmgurten gerät. Der optimale – spezifizierte – Nutzungsbereich der Jacke liegt zwischen −10 und +10 Grad Celsius, sie konnte jedoch auch von −18 bis +15 Grad Celsius noch getragen werden. Die frühen MA-1 für die Air Force hatten ein United-States-Air-Force-Emblem auf den Ärmel gedruckt. Dies entfiel bei späteren Modellen zu Gunsten eines Aufnähers der unterschiedlichen Militäreinheiten.
Die MA-1 war nicht der direkte Nachfolger der B-15C und B-15D. Bereits 1945 wurde die Nylonjacke L-2, die der MA-1 sehr ähnelte, eingeführt. Sie sollte die A-2 ersetzen, wurde dann jedoch nur in geringer Stückzahl produziert.
Anfang der 1950er Jahre wurde die L-2A, wie die B-15C, für das Militär zuerst nur in blau („midnight-blue“) gefertigt, um die Eigenständigkeit der United States Air Force zu verdeutlichen, die bis dahin als United States Army Air Forces noch Teil der US Army war. Später wurde die Farbe beim Modell L-2B wieder in grün („sage-green“) geändert. Die B-15C und die L-2A existierten nebeneinander, bis die MA-1 eingeführt wurde, die von diesem Zeitpunkt an als einziges Modell der USAF an die Piloten ausgegeben wurde, bis sie durch die CWU-45 (cold weather unit, auch MA-2) abgelöst wurde, die bis heute der Standard der USAF-Piloten ist.
Sämtliche alten Jacken durften aber weiterhin von den Piloten getragen werden. Während des Koreakrieges (1950–1953) war eine gemischte Fliegerbekleidung aus verschiedenen Zeitabschnitten und Farben nicht ungewöhnlich.
Die militärischen Maßgaben wurden seit der Einführung mehrfach geändert (anhand der an die militärische Typennummer angehängten Buchstaben kann man die Veränderungen erkennen, z. B. J-8279A, J-8279B, J-8279C): So wurde die durch Steppung fixierte innenliegende Fütterung aus Wolle durch eine solche aus Polyesterfaser (8 oz(/sq. yd.) (= 271 g/m2) Dacron) ersetzt, was die Jacke leichter machte. Der Druckknopf im Vorderbereich, an dem der Pilot seine Sauerstoffmaske befestigen konnte, wenn er sie nicht benutzte, wurde durch Veränderungen im Flugzeugdesign und bei Pilotenhelm-Sauerstoffsystemen überflüssig. Mitte der 1960er wurde die MA-1 zu einer Wendejacke mit orangefarbenem Innenfutter umgeändert (MIL-J-8279D), damit Rettungstrupps abgestürzte Piloten leichter erkennen können.
Alle MA-1 für die USAF hatten einen Conmar-, Crown-, Scovil oder Talon-Reißverschluss. Darüber hinaus hatten sie neben dem Reißverschluss zunächst, auf der linken Vorderseite, einen Lederaufnäher zur Befestigung des Sauerstoffschlauchs der Atemmaske. Später war der Aufnäher aus Nylon. Die in den 80er Jahren vertriebenen MA-1 Replikas von Alpha Industries waren "Made in USA" und hatten dann einen IDEAL-Reißverschluss. Aktuelle MA-1 von Alpha-Industries haben einen ALPHA Reißverschluss. Die Ausführungen für die US Army hatten keinen Aufnäher für die Atemmaske, ebenso die 80er Jahre Replikas.
Seit 1958 hat Alpha Industries über eine Million Exemplare der MA-1 an das US-Verteidigungsministerium geliefert. Hersteller, die den US-Streitkräften Bomberjacken lieferten, waren darüber hinaus Spiewak, Greenbrier, Corinth und Star Industries.
Die ersten MA-1-Jacken wurden in Europa gegen Ende der 1950er Jahre in sehr kleinen Stückzahlen angeboten – entweder auf dem Schwarzmarkt oder bei Regierungsverkäufen. In den frühen 1960er Jahren gelangten mehr Jacken nach Europa, als die Firma Alpha Industries die Militärbekleidung für die europäischen Luftstreitkräfte und zivile Kunden exportierte. Zu dieser Zeit bürgerte sich in England die Bezeichnung scooter jacket ein, da die Jacke fast ausschließlich von Rollerfahrern getragen wurde.